# 寺田桂太
寺田 桂太（てらだ けいた、1995年2月1日 - ）は、ジャパンラグビーリーグワン・ルリーロ福岡に所属するラグビー選手。

## プロフィール
- 京都府出身[1]。
- ポジションはロック(LO)。
- 身長 198 cm、体重 112 kg
- U20日本代表候補に選ばれたことがある[2]。

## 略歴
2013年、伏見工業高校卒業後、帝京大学に入る。なお伏見工業高校時代、高校日本代表候補に選ばれたことがある。
2017年、帝京大学卒業後、近鉄ライナーズ(現・花園近鉄ライナーズ)に加入。
2020年、宗像サニックスブルースに加入。
2021年、神戸製鋼コベルコスティーラーズ(現・コベルコ神戸スティーラーズ)に加入。
2023年にスティーラーズを退団後、韓国スーパーラグビーリーグのポスコE&Cを経て、2024年10月にルリーロ福岡へ加入した。